# 17 Thetis

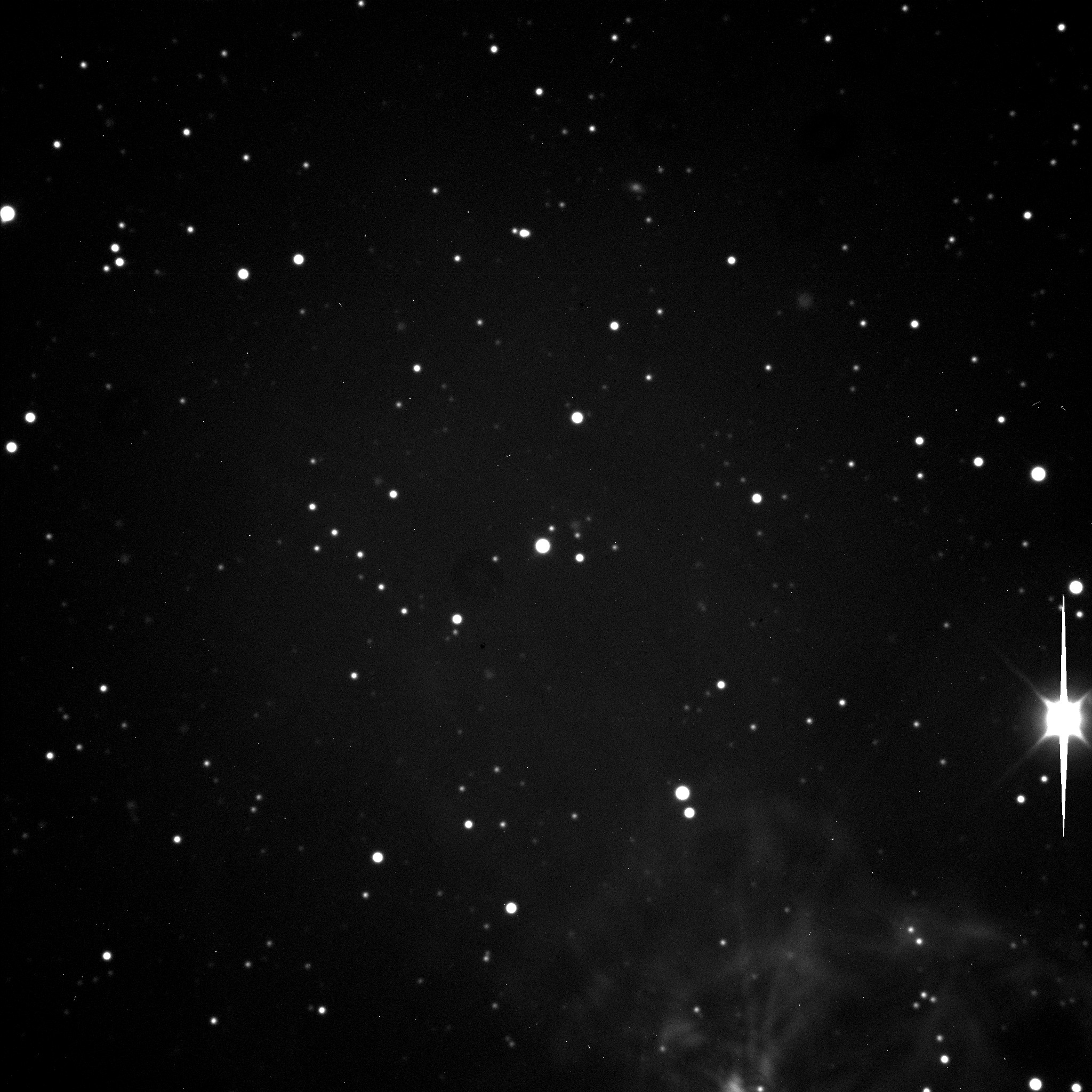
17 Thetis.

För andra betydelser, se Thetis (olika betydelser).
17 Thetis eller 1954 SO1 är en stor asteroid. 17 Thetis var den 17:de asteroiden man upptäckte och den upptäcktes av den tyske astronomen Karl Theodor Robert Luther den 17 april 1852 i Düsseldorf, Detta var den första asteroiden som han upptäckte. 17 Thetis är uppkallad efter Thetis, mor till Akilles i den grekiska mytologin.
Thetis må ej förväxlas med Tethys, en av Saturnus månar, som är uppkallad efter en helt annan mytologisk gestalt.

## Fysiska egenskaper
17 Thetis är en asteroid av spektralklass S, så den har en relativ ljus yta och är sammansatt av steniga silikater och metallisk järn-nickel. 1999 i Oregon ockulterade Thetis en stjärna men inga observationer av värde gjordes. Så sent som 22 april 2011 kunde man observera en ockultation från Nordamerika.
Ljuskurveanalyser visar att Thetis har en utsträckt form och att det finns plana ytor på asteroiden.